# Angraecum undulatum
Angraecum undulatum är en orkidéart som först beskrevs av Eugène Jacob de Cordemoy, och fick sitt nu gällande namn av Rudolf Schlechter. Angraecum undulatum ingår i släktet Angraecum och familjen orkidéer. Inga underarter finns listade i Catalogue of Life.